# Charles Colbert du Terron
Pour les articles homonymes, voir Colbert.
Charles-Jean Colbert, dit « Colbert du Terron » (ou Colbert de Terron), seigneur de Terron, de Dravegny et de Longeville, marquis de Bourbonne et de Torcenay, est né à Reims le 19 mars 1628 et mort le 9 avril 1684.

## Biographie
En 1653, Mazarin se fait confier le poste de gouverneur de Brouage et en délègue la charge à Charles Colbert du Terron.
Cousin germain (et non pas neveu comme on le lit souvent)[réf. nécessaire] de Jean-Baptiste Colbert, il est nommé commissaire général en 1661. Son cousin lui demande en avril de la même année de surveiller les agissements de Nicolas Fouquet à Belle-île. Il envoie immédiatement un rapport indiquant que Fouquet y entretient une garnison de 200 hommes. C'est un des éléments qui poussera le roi à se débarrasser de Fouquet quelques semaines plus tard.
Colbert du Terron devient intendant général des armées navales du Ponant en 1666.
En 1667, l'intendant Colbert du Terron fonde l'hôpital général dit hôpital Saint-Louis de La Rochelle.
Il engage le jeune basque Bernard Renau d'Eliçagaray pour travailler sur les constructions navales.
En 1674, Louis XIV cède ses droits sur Bourbonne-les-Bains à Colbert du Terron. Dix ans plus tard, celui-ci meurt et laisse Bourbonne à sa fille aînée qui épousa en secondes noces le prince de Carpegna.

## Construction du port et de l'arsenal de Rochefort

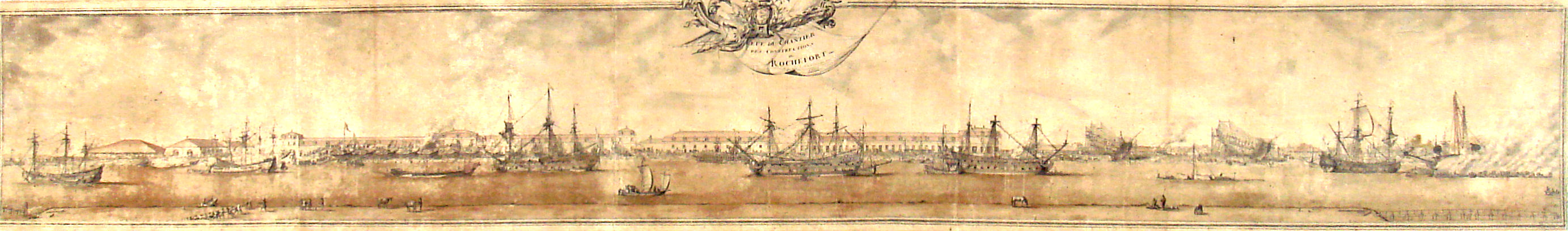
Rochefort vers 1690.
Colbert du Terron joue un rôle essentiel dans le choix du site de Rochefort pour y bâtir le troisième grand arsenal de la Marine après Toulon et Brest.

Vers 1660, en même temps qu'on termine le port de Brest sur les bases jetées par Richelieu, Louis XIV souhaite construire un autre port et un grand arsenal pour abriter la flotte du Ponant. Brouage, œuvre de Richelieu, s’envasant, il charge Colbert de Terron de trouver un site. Le roi voulait que l'on construise « grand, beau et vite » dans les parages de l'Aunis, centre de tous les mouvements maritimes pendant le règne précédent.
Plusieurs villes furent envisagés : La Rochelle aurait été idéale mais c'est le fief des protestants. L’embouchure de la Seudre et Plomb, au nord de la Rochelle sont alors envisagés puis Soubise et Tonnay-Charente ou l'on commence même les travaux en 1664. Mais les Rohan et les Mortemart, propriétaires de ces sites ne tenaient pas à les céder au roi.
Colbert de Terron décida alors le conseil du roi à choisir un autre site : la châtellenie de Rochefort, propriété de Jacques Henri de Cheusses, calviniste, prêt à la céder pour un prix raisonnable. Le dernier seigneur de Rochefort fut donc exproprié. Selon Saint-Simon, ce choix serait plus une question d'intérêt personnel pour du Terron qu'un choix stratégique.
Colbert de Terron met pourtant en avant la sûreté de la rade protégée par la barrière naturelle qu'est l'île d'Oléron, la facilité de défense d’un site protégé par les circonvolutions du fleuve qui font bouclier et il souligne la richesse de l’arrière-pays et de sa forêt qui permettra de trouver facilement du bois pour la construction des bateaux.
En 1665, la décision est prise. L'Ingénieur de la Marine François Blondel se voit confier les plans de la ville et le chevalier de Clerville dirige les travaux qui durent sept ans. Colbert de Terron est nommé Intendant général de la marine du Ponant le 17 avril 1666. Le 6 mai 1666, Colbert de Terron écrit à Colbert qu'il a pris la veille possession de Rochefort.
Jean-Baptiste Colbert suit le dossier de près. Par contrat, il a été établi que Colbert de Terron doit lui faire parvenir au moins trois lettres de rapport par semaine. Il y envoie en formation son fils Jean-Baptiste Colbert de Seignelay. 
D'une manière générale, grâce aux travaux de modernisation de la marine royale, cette dernière passe de vingt navires en 1650 à plus de 250 en 1683.